# Olympische Sommerspiele 2000/Teilnehmer (Australien)
| Gelbes Symbol für Goldmedaillen mit stilisierten Olympischen Ringen | Graues Symbol für Silbermedaillen mit stilisierten Olympischen Ringen | Braundes Symbol für Bronzemedaillen mit stilisierten Olympischen Ringen |
| ------------------------------------------------------------------- | --------------------------------------------------------------------- | ----------------------------------------------------------------------- |
| 16                                                                  | 25                                                                    | 17                                                                      |

Australien nahm als Gastgeber an den Olympischen Sommerspielen 2000 in Sydney mit 617 Athleten, 276 Frauen und 341 Männer, in 34 Sportarten teil.
Seit 1896 war es die 24. Teilnahme Australiens an Olympischen Sommerspielen.

## Flaggenträger
Der Basketballer Andrew Gaze trug die Flagge Australiens während der Eröffnungsfeier im Stadium Australia, bei der Schlussfeier wurde sie vom Schwimmer und fünffachen Medaillengewinner Ian Thorpe getragen.
Siehe auch → Liste der Flaggenträger der australischen Mannschaften bei Olympischen Spielen

## Medaillengewinner
Mit 16 gewonnenen Gold-, 25 Silber- und 17 Bronzemedaillen belegte das australische Team Platz 4 im Medaillenspiegel.

### Gold
| Name(n) | Sportart        | Wettkampf                  |
| --- | --------------- | -------------------------- |
| Simon Fairweather | Bogenschießen   | Einzel                     |
| Alyson Annan, JuLiet Haslam, Alison Peek, Claire Mitchell-Tabverner, Kate Starre, Kate Allen, Lisa Carruthers, Rechelle Hawkes, Clover Maitland, Rachel Imison, Angie Skirving, Julie Towers, Renita Garard, Jenny Morris, Katrina Powell, Nikki Hudson | Hockey          | Damen                      |
| Cathy Freeman | Leichtathletik  | Frauen, 400 Meter          |
| Brett Aitken und Scott McGrory | Radsport        | Madison                    |
| Phillip Dutton, Andrew Hoy, Stuart Tinney und Matthew Ryan | Reiten          | Vielseitigkeit, Mannschaft |
| Michael Diamond | Schießen        | Trap                       |
| Ian Thorpe | Schwimmen       | 400 Meter Freistil         |
| Grant Hackett | Schwimmen       | 1500 Meter Freistil        |
| Michael Klim, Ian Thorpe, Ashley Callus, Chris Fydler, Todd Pearson, Adam Pine | Schwimmen       | 4 × 100 Meter Freistil     |
| Ian Thorpe, Michael Klim, Todd Pearson, William Kirby, Grant Hackett, Daniel Kowalski | Schwimmen       | 4 × 200 Meter Freistil     |
| Susie O’Neill | Schwimmen       | Frauen, 200 Meter Freistil |
| Tom King und Mark Turnbull | Segeln          | 470er                      |
| Jenny Armstrong und Belinda Stowell | Segeln          | Frauen, 470er              |
| Lauren Burns | Taekwondo       | Frauen, Fliegengewicht     |
| Natalie Cook und Kerri Pottharst | Beachvolleyball | Frauenwettkampf            |
| Naomi Castle, Joanne Fox, Bridgette Gusterson, Simone Hankin, Yvette Higgins, Kate Hooper, Bronwyn Mayer, Gail Miller, Melissa Mills, Debbie Watson, Liz Weekes, Danielle Woodhouse und Taryn Woods                                                     | Wasserball      | Frauenwettkampf            |

### Silber
| Name(n) | Sportart        | Wettkampf                             |
| --- | --------------- | ------------------------------------- |
| Teresa Edwards, Sheryl Swoopes, Lisa Leslie, Yolanda Griffith, Nikki McCray, Dawn Staley, Ruthie Bolton-Hotifield, Delisha Mitton, Chamique Holdsclaw, Kara Wolters, Natalie Williams und Katie Smith | Basketball      | Frauenwettkampf                       |
| Daniel Collins und Andrew Trim | Kanu            | Zweier-Kajak, 500 Meter               |
| Jai Taurima | Leichtathletik  | Weitsprung                            |
| Tatiana Grigorieva | Leichtathletik  | Frauen, Stabhochsprung                |
| Gary Neiwand | Radsport        | Keirin                                |
| Michelle Ferris | Radsport        | Frauen, 500 Meter Zeitfahren          |
| Andrew Hoy | Reiten          | Vielseitigkeitsreiten, Einzel         |
| Christian Ryan, Alastair Gordon, Nick Porzig, Robert Jahrling, Michael McKay, Stuart Welch, Daniel Burke, Jaime Fernandez und Brett Hayman                                                            | Rudern          | Achter                                |
| Robert Richards, Darren Balmforth, Simon Burgess und Anthony Edwards | Rudern          | Leichtgewichts-Vierer ohne Steuermann |
| Kate Slatter und Rachael Taylor | Rudern          | Frauen, Zweier ohne Steuerfrau        |
| Russell Mark | Schießen        | Doppeltrap                            |
| Ian Thorpe | Schwimmen       | 200 Meter Freistil                    |
| Kieren Perkins | Schwimmen       | 1500 Meter Freistil                   |
| Matthew Welsh | Schwimmen       | 100 Meter Rücken                      |
| Michael Klim | Schwimmen       | 100 Meter Schmetterling               |
| Matthew Welsh, Regan Harrison, Geoff Huegill, Michael Klim | Schwimmen       | 4 × 100 Meter Lagen                   |
| Leisel Jones | Schwimmen       | Frauen, 100 Meter Brust               |
| Susie O’Neill | Schwimmen       | Frauen, 200 Meter Schmetterling       |
| Susie O’Neill, Giaan Rooney, Kirsten Thomson und Petria Thomas | Schwimmen       | Frauen, 4 × 200 Meter Freistil        |
| Petria Thomas, Dyana Calub, Leisel Jones und Susie O’Neill | Schwimmen       | Frauen, 4 × 100 Meter Lagen           |
| Darren Bundock und John Forbes | Segeln          | Tornado                               |
| Daniel Trenton | Taekwondo       | Schwergewicht                         |
| Todd Woodbridge und Mark Woodforde | Tennis          | Doppel                                |
| Ji Wallace | Trampolinturnen | Herrenwettkampf                       |
| Michellie Jones | Triathlon       | Frauenwettkampf                       |

### Bronze
| Name(n) | Sportart       | Wettkampf                         |
| --- | -------------- | --------------------------------- |
| Michael Brennan, Adam Commens, Jason Duff, Troy Elder, James Elmer, Damon Diletti, Lachlan Dreher, Paul Gaudoin, Jay Stacy, Daniel Dbroule, Stephen Davies, Michael York, Craig Cictory, Stephen Holt, Matthew Wells, Brent Livermore | Hockey         | Herren                            |
| Maria Pekli | Judo           | Frauen, Leichtgewicht             |
| Katrin Borchert | Kanu           | Einer-Kajak, 500 Meter            |
| Shane Kelly | Radsport       | 1000 Meter Zeitfahren             |
| Bradley McGee | Radsport       | 4000 Meter Einzelverfolgung       |
| Sean Eadie, Darryn Hill und Gary Neiwand | Radsport       | Olympischer Sprint                |
| Matthew Long und James Tomkins | Rudern         | Zweier ohne Steuermann            |
| James Stewart, Ben Dodwell, Boden Hanson und Geoffrey Stewart | Rudern         | Vierer ohne Steuermann            |
| Annemarie Forder | Schießen       | Frauen, Luftpistole               |
| Matthew Welsh | Schwimmen      | 200 Meter Rücken                  |
| Geoff Huegill | Schwimmen      | 100 Meter Schmetterling           |
| Justin Norris | Schwimmen      | 200 Meter Schmetterling           |
| Petria Thomas | Schwimmen      | Frauen, 200 Meter Schmetterling   |
| Michael Blackburn | Segeln         | Laser                             |
| Sandra Allen, Joanne Brown, Kerry Dienelt, Peta Edebone, Sue Fairhurst, Silina Follas, Fiona Hanes, Kelly Hardie, Tanya Harding, Sally McCreedy, Simone Morrow, Melanie Roche, Natalie Titcume, Natalie Ward, Brooke Wilkins          | Softball       | Frauenwettkampf                   |
| Robert Newbery und Dean Pullar | Wasserspringen | Synchronspringen 3 Meter          |
| Rebecca Gilmore und Loudy Tourky | Wasserspringen | Frauen, Synchronspringen 10 Meter |

## Teilnehmer nach Sportarten

### Badminton
- Rio Suryana
Einzel: 17. Platz
Mixed Doppel: 17. Platz
- David Bamford
Doppel: 17. Platz
Mixed Doppel: 17. Platz
- Peter Blackburn
Doppel: 17. Platz
Mixed Doppel: 17. Platz
- Amanda Hardy
Mixed Doppel: 17. Platz
Frauen, Doppel: 17. Platz
- Kellie Lucas
Mixed Doppel: 17. Platz
Frauen, Einzel: 33. Platz
Frauen, Doppel: 17. Platz
- Rhonda Cator
Mixed Doppel: 17. Platz
Frauen, Einzel: 17. Platz
Frauen, Doppel: 17. Platz
- Rayoni Head
Frauen, Einzel: 17. Platz
Frauen, Doppel: 17. Platz

### Baseball
- Herrenteam
7. Platz
- Kader
Craig Anderson
Grant Balfour
Tom Becker
Shayne Bennett
Mathew Buckley
Adam Burton
Clayton Byrne
Mark Ettles
Paul Gonzalez
Mark Hutton
Ronny Johnson
Grant McDonald
Adrian Meagher
Michael Moyle
Michael Nakamura
Dave Nilsson
Glenn Reeves
Brett Roneberg
Chris Snelling
Brad Thomas
Rodney van Buizen
David White
Gary White
Glenn Williams

### Basketball
- Herrenteam
4. Platz
- Kader
Chris Anstey
Mark Bradtke
Martin Cattalini
Andrew Gaze
Ricky Grace
Shane Heal
Luc Longley
Sam MacKinnon
Brett Maher
Paul Rogers
Jason Smith
Andrew Vlahov
- Frauenteam
Silber
- Kader
Carla Boyd
Sandy Brondello
Trisha Fallon
Michelle Brogan-Griffiths
Kristi Harrower
Jo Hill
Lauren Jackson
Annie La Fleur
Shelley Sandie
Rachael Sporn
Michele Timms
Jenny Whittle

### Bogenschießen
- Simon Fairweather
Einzel: Gold 
Mannschaft: 12. Platz
- Scott Hunter-Russell
Einzel: 24. Platz
Mannschaft: 12. Platz
- Matthew Gray
Einzel: 36. Platz
Mannschaft: 12. Platz
- Michelle Tremelling
Frauen, Einzel: 11. Platz
Frauen, Mannschaft: 9. Platz
- Melissa Jennison
Frauen, Einzel: 19. Platz
Frauen, Mannschaft: 9. Platz
- Kate Fairweather
Frauen, Einzel: 22. Platz
Frauen, Mannschaft: 9. Platz

### Boxen
- Erle Wiltshire
Fliegengewicht: 17. Platz
- Justin Kane
Bantamgewicht: 8. Platz
- James Swan
Federgewicht: 17. Platz
- Michael Katsidis
Leichtgewicht: 9. Platz
- Henry Collins
Halbweltergewicht: 17. Platz
- Daniel Geale
Weltergewicht: 17. Platz
- Richard Rowles
Halbmittelgewicht: 9. Platz
- Paul Miller
Mittelgewicht: 9. Platz
- Danny Green
Halbschwergewicht: 9. Platz

### Fechten
- Gerald McMahon
Florett, Einzel: 35. Platz
- Gerry Adams
Degen, Einzel: 15. Platz
Degen, Mannschaft: 8. Platz
- Nick Heffernan
Degen, Einzel: 39. Platz
Degen, Mannschaft: 8. Platz
- David Nathan
Degen, Einzel: 41. Platz
- Luc Cartillier
Degen, Mannschaft: 8. Platz
- Jo Halls
Frauen, Florett, Einzel: 37. Platz
- Evelyn Halls
Frauen, Degen, Einzel: 20. Platz

### Fußball
- Herrenteam
15. Platz
- Kader
Stan Lazaridis
Brett Emerton
Clayton Zane
Danny Milosevic
Hayden Foxe
Jason Culina
Josip Skoko
Kasey Wehrman
Lucas Neill
Mark Bresciano
Mark Viduka
Michael Curcija
Nick Rizzo
Simon Colosimo
Stephen Laybutt
Vince Grella
- Frauenteam
7. Platz
- Kader
Alicia Ferguson
Alison Forman
Amy Wilson
Anissa Tann-Darby
Bridgette Starr
Bryony Duus
Cheryl Salisbury
Dianne Alagich
Heather Garriock
Julie Murray
Kate McShea
Kelly Golebiowski
Sacha Wainwright
Sharon Black
Sunni Hughes
Tracey Wheeler

### Gewichtheben
- Mehmet Yagci
Bantamgewicht: 17. Platz
- Yuri Sarkisyan
Federgewicht: 9. Platz
- Damian Brown
Mittelgewicht: 14. Platz
- Sergo Chakhoyan
Leichtschwergewicht: 6. Platz
- Aleksan Karapetjan
Mittelschwergewicht: 10. Platz
- Kiril Kounev
Mittelschwergewicht: 14. Platz
- Anthony Martin
Superschwergewicht: 18. Platz
- Chris Rae
Superschwergewicht: 19. Platz
- Natasha Barker
Frauen, Leichtgewicht: 10. Platz
- Meagan Warthold
Frauen, Leichtgewicht: 12. Platz
- Amanda Phillips
Frauen, Mittelgewicht: 6. Platz
- Michelle Kettner
Frauen, Leichtschwergewicht: 9. Platz

### Handball
- Herrenteam
12. Platz
- Kader
Brendon Taylor
Cristian Bajan
Darryl McCormack
David Gonzalez
Dragan Sestic
Karim Shehab
Kristian Groenintwoud
Lee Schofield
Milan Slavujevic
Peter Bach
Rajan Pavlovic
Russell Garnett
Sasa Sestic
Taip Ramadani
Vernon Cheung
- Frauenteam
10. Platz
- Kader
Fiona Robinson-Hannan
Jana Jamnicky
Janni Bach
Jovana Milosevic
Katrina Shinfield
Kim Briggs
Lydia Kahmke
Mari Edland
Marina Kopcalic
Petra Besta
Raelene Boulton
Rina Bjarnason
Sarah Hammond
Shelley Ormes
Vera Ignjatovic

### Hockey
- Herrenteam
Bronze
- Kader
Michael Brennan
Adam Commens
Jason Duff
Troy Elder
Jimmy Elmer
Damon Diletti
Lachlan Dreher
Paul Gaudoin
Jay Stacy
Daniel Sproule
Stephen Davies
Michael York
Craig Victory
Stephen Holt
Matthew Wells
Brent Livermore
- Damenteam
Gold
- Kader
Alyson Annan
Juliet Haslam
Alison Peek
Claire Mitchell-Taverner
Kate Starre
Katie Allen
Lisa Powell-Carruthers
Rechelle Hawkes
Clover Maitland
Rachel Imison
Angie Skirving
Julie Towers
Renita Farrell-Garard
Jenny Morris
Triny Powell
Nikki Hudson

### Judo
- Adrian Robertson
Superleichtgewicht: in der 1. Runde ausgeschieden
- Andrew Collett
Halbleichtgewicht: in der 2. Runde ausgeschieden
- Tom Hill
Leichtgewicht: in der 1. Runde ausgeschieden
- Daniel Kelly
Halbmittelgewicht: 9. Platz
- Robert Ivers
Mittelgewicht: 13. Platz
- Daniel Rusitovic
Halbschwergewicht: in der 1. Runde ausgeschieden
- Robert Ball
Schwergewicht: in der 1. Runde ausgeschieden
- Jenny Hill
Frauen, Superleichtgewicht: in der 1. Runde ausgeschieden
- Rebecca Sullivan
Frauen, Halbleichtgewicht: 9. Platz
- Mária Pekli
Frauen, Leichtgewicht: Bronze
- Carly Dixon
Frauen, Halbmittelgewicht: in der 1. Runde ausgeschieden
- Catherine Arlove
Frauen, Mittelgewicht: in der 1. Runde ausgeschieden
- Natalie Jenkinson
Frauen, Halbschwergewicht: in der 1. Runde ausgeschieden
- Caroline Curren
Frauen, Schwergewicht: in der 1. Runde ausgeschieden

### Kanu
- Nathan Baggaley
Einer-Kajak, 500 Meter: Halbfinale
- Clint Robinson
Einer-Kajak, 1000 Meter: Halbfinale
- Andrew Trim
Zweier-Kajak, 500 Meter: Silber
- Daniel Collins
Zweier-Kajak, 500 Meter: Silber
- Brian Morton
Zweier-Kajak, 1000 Meter: Halbfinale
- Luke Young
Zweier-Kajak, 1000 Meter: Halbfinale
- Ross Chaffer
Vierer-Kajak, 1000 Meter: Halbfinale
- Shane Suska
Vierer-Kajak, 1000 Meter: Halbfinale
- Peter Scott
Vierer-Kajak, 1000 Meter: Halbfinale
- Cameron McFadzean
Vierer-Kajak, 1000 Meter: Halbfinale
- John Wilkie
Einer-Kajak, Slalom: 21. Platz in der Qualifikation
- Robin Bell
Einer-Canadier, Slalom: 9. Platz
- Kai Swoboda
Zweier-Canadier, Slalom: 11. Platz in der Qualifikation
- Andrew Farrance
Zweier-Canadier, Slalom: 11. Platz in der Qualifikation
- Katrin Borchert
Frauen, Zweier-Kajak, 500 Meter: Bronze 
Frauen, Zweier-Kajak, 500 Meter: 6. Platz
- Anna Cox-Wood
Frauen, Zweier-Kajak, 500 Meter: 6. Platz
- Yanda Nossiter
Frauen, Vierer-Kajak, 500 Meter: Halbfinale
- Shelley Oates-Wilding
Frauen, Vierer-Kajak, 500 Meter: Halbfinale
- Kerri Randle
Frauen, Vierer-Kajak, 500 Meter: Halbfinale
- Amanda Simper
Frauen, Vierer-Kajak, 500 Meter: Halbfinale
- Danielle Woodward
Frauen, Einer-Kajak, Slalom: 8. Platz

### Leichtathletik
- Matthew Shirvington
100 Meter: Halbfinale
200 Meter: Vorläufe
4 × 100 Meter: Halbfinale
- Patrick Johnson
100 Meter: Viertelfinale
200 Meter: Viertelfinale
4 × 100 Meter: Halbfinale
- Paul Di Bella
100 Meter: Vorläufe
4 × 100 Meter: Halbfinale
- Darryl Wohlsen
200 Meter: Vorläufe
4 × 100 Meter: Halbfinale
- Casey Vincent
400 Meter: Halbfinale
4 × 400 Meter: 7. Platz
- Patrick Dwyer
400 Meter: Halbfinale
4 × 400 Meter: 7. Platz
- Daniel Batman
400 Meter: Vorläufe
- Grant Cremer
800 Meter: Halbfinale
- Kris McCarthy
800 Meter: Vorläufe
- Nick Howarth
1500 Meter: Vorläufe
- Mizan Mehari
5000 Meter: 12. Platz
- Craig Mottram
5000 Meter: Vorläufe
- Mike Power
5000 Meter: Vorläufe
- Sisay Bezabeh
10.000 Meter: Vorläufe
- Shaun Creighton
10.000 Meter: Vorläufe
- Steve Moneghetti
Marathon: 10. Platz
- Rod de Highden
Marathon: 28. Platz
- Lee Troop
Marathon: 66. Platz
- Kyle Vander-Kuyp
100 Meter Hürden: Halbfinale
- Blair Young
400 Meter Hürden: Halbfinale
4 × 400 Meter: 7. Platz
- Rohan Robinson
400 Meter Hürden: Vorläufe
- Matt Beckenham
400 Meter Hürden: Vorläufe
- Chris Unthank
3000 Meter Hindernis: Vorläufe
- Brad Jamieson
4 × 400 Meter: 7. Platz
- Michael Hazel
4 × 400 Meter: 7. Platz
- Nathan Deakes
20 Kilometer Gehen: 8. Platz
50 Kilometer Gehen: 6. Platz
- Nicholas A’Hern
20 Kilometer Gehen: 10. Platz
- Dion Russell
20 Kilometer Gehen: 25. Platz
50 Kilometer Gehen: 27. Platz
- Duane Cousins
50 Kilometer Gehen: 34. Platz
- Tim Forsyth
Hochsprung: 14. Platz in der Qualifikation
- Dmitri Markov
Stabhochsprung: 5. Platz
- Viktor Chistiakov
Stabhochsprung: 5. Platz
- Paul Burgess
Stabhochsprung: 16. Platz in der Qualifikation
- Jai Taurima
Weitsprung: Silber
- Peter Burge
Weitsprung: 6. Platz
- Andrew Murphy
Dreisprung: 10. Platz
- Justin Anlezark
Kugelstoßen: 29. Platz in der Qualifikation
- Stuart Rendell
Hammerwurf: 28. Platz in der Qualifikation
- Andrew Martin
Speerwurf: 16. Platz
- Adrian Hatcher
Speerwurf: 21. Platz
- Andrew Currey
Speerwurf: 22. Platz
- Scott Ferrier
Zehnkampf: Wettkampf nicht beendet
- Melinda Gainsford-Taylor
Frauen, 100 Meter: Halbfinale
Frauen, 200 Meter: 5. Platz
Frauen, 4 × 100 Meter: Vorläufe
Frauen, 4 × 400 Meter: 5. Platz
- Lauren Hewitt
Frauen, 100 Meter: Viertelfinale
Frauen, 200 Meter: Halbfinale
Frauen, 4 × 100 Meter: Vorläufe

- Cathy Freeman
Frauen, 200 Meter: 6. Platz
Frauen, 400 Meter: Gold 
Frauen, 4 × 400 Meter: 5. Platz
- Nova Peris-Kneebone
Frauen, 400 Meter: Halbfinale
Frauen, 4 × 400 Meter: 5. Platz
- Lee Naylor
Frauen, 400 Meter: Viertelfinale
- Tamsyn Lewis
Frauen, 800 Meter: Halbfinale
Frauen, 4 × 400 Meter: 5. Platz
- Susan Andrews
Frauen, 800 Meter: Vorläufe
Frauen, 4 × 400 Meter: 5. Platz
- Marg Crowley
Frauen, 1500 Meter: Halbfinale
- Georgie Clarke
Frauen, 1500 Meter: Halbfinale
- Sarah Jamieson
Frauen, 1500 Meter: Vorläufe
- Benita Willis
Frauen, 5000 Meter: Vorläufe
- Kate Anderson-Richardson
Frauen, 5000 Meter: Vorläufe
- Anne Cross
Frauen, 5000 Meter: Vorläufe
- Clair Fearnley
Frauen, 10.000 Meter: Vorläufe
- Natalie Harvey
Frauen, 10.000 Meter: Vorläufe
- Kylie Risk
Frauen, 10.000 Meter: Vorläufe
- Kerryn McCann
Frauen, Marathon: 11. Platz
- Sue Hobson
Frauen, Marathon: 35. Platz
- Nickey Carroll
Frauen, Marathon: Rennen nicht beendet
- Debbie Edwards
Frauen, 100 Meter Hürden: Vorläufe
- Jana Pittman
Frauen, 400 Meter Hürden: Vorläufe
Frauen, 4 × 400 Meter: 5. Platz
- Lauren Poetschka
Frauen, 400 Meter Hürden: Vorläufe
- Stephanie Price
Frauen, 400 Meter Hürden: Vorläufe
- Elly Hutton
Frauen, 4 × 100 Meter: Vorläufe
- Sharon Cripps
Frauen, 4 × 100 Meter: Vorläufe
- Kerry Saxby-Junna
Frauen, 20 Kilometer Gehen: 7. Platz
- Lisa Sheridan-Paolini
Frauen, 20 Kilometer Gehen: 39. Platz
- Jane Saville
Frauen, 20 Kilometer Gehen: disqualifiziert
- Alison Inverarity
Frauen, Hochsprung: 32. Platz
- Tatiana Grigorieva
Frauen, Stabhochsprung: Silber
- Emma George
Frauen, Stabhochsprung: 15. Platz in der Qualifikation
- Bronwyn Thompson
Frauen, Weitsprung: 15. Platz in der Qualifikation
- Lisa-Marie Vizaniari
Frauen, Diskuswurf: 8. Platz
- Alison Lever
Frauen, Diskuswurf: 16. Platz in der Qualifikation
- Daniela Costian
Frauen, Diskuswurf: 31. Platz in der Qualifikation
- Debbie Sosimenko
Frauen, Hammerwurf: 5. Platz
- Karyne Perkins
Frauen, Hammerwurf: 21. Platz in der Qualifikation
- Joanna Stone
Frauen, Speerwurf: 17. Platz in der Qualifikation
- Louise McPaul-Currey
Frauen, Speerwurf: 31. Platz in der Qualifikation
- Jane Jamieson
Frauen, Siebenkampf: 10. Platz

### Moderner Fünfkampf
- Robert McGregor
Einzel: 20. Platz
- Kitty Chiller
Frauen, Einzel: 12. Platz

### Radsport
- Robbie McEwen
Straßenrennen: 13. Platz
- Henk Vogels junior
Straßenrennen: 30. Platz
- Stuart O’Grady
Straßenrennen: 77. Platz
Punkterennen: 10. Platz
- Scott McGrory
Straßenrennen: Rennen nicht beendet
Madison: Gold
- Matthew White
Straßenrennen: Rennen nicht beendet
- Nathan O’Neill
Einzelzeitfahren: 19. Platz
- Sean Eadie
Sprint: 7. Platz
Olympischer Sprint: Bronze
- Darryn Hill
Sprint: 12. Platz
Olympischer Sprint: Bronze
- Shane Kelly
1000 Meter Zeitfahren: Bronze
- Gary Neiwand
Keirin: Silber 
Olympischer Sprint: Bronze
- Bradley McGee
4000 Meter Einzelverfolgung: Bronze
- Luke Roberts
4000 Meter Einzelverfolgung: 9. Platz
- Brett Aitken
4000 Meter Mannschaftsverfolgung: 5. Platz
Madison: Gold
- Graeme Brown
4000 Meter Mannschaftsverfolgung: 5. Platz
- Michael Rogers
4000 Meter Mannschaftsverfolgung: 5. Platz
- Brett Lancaster
4000 Meter Mannschaftsverfolgung: 5. Platz
- Cadel Evans
Mountainbike, Cross-Country: 7. Platz
- Paul Rowney
Mountainbike, Cross-Country: 10. Platz
- Robert Woods
Mountainbike, Cross-Country: 13. Platz
- Anna Wilson
Frauen, Straßenrennen: 4. Platz
Frauen, Einzelzeitfahren: 4. Platz
- Tracey Watson-Gaudry
Frauen, Straßenrennen: 23. Platz
Frauen, Einzelzeitfahren: 21. Platz
- Juanita Feldhahn
Frauen, Straßenrennen: 28. Platz
- Michelle Ferris
Frauen, Sprint: 4. Platz
Frauen, 500 Meter Zeitfahren: Silber
- Lyndelle Higginson
Frauen, 500 Meter Zeitfahren: 14. Platz
- Alayna Burns
Frauen, 3000 Meter Einzelverfolgung: 7. Platz
Frauen, Punkterennen: 9. Platz
- Mary Grigson
Frauen, Mountainbike, Cross-Country: 6. Platz
- Anna Baylis
Frauen, Mountainbike, Cross-Country: 21. Platz

### Reiten
- Kristy Oatley-Nist
Dressur, Einzel: 9. Platz
Dressur, Mannschaft: 6. Platz
- Rachael Downs
Dressur, Einzel: 33. Platz
Dressur, Mannschaft: 6. Platz
- Mary Hanna
Dressur, Einzel: 34. Platz
Dressur, Mannschaft: 6. Platz
- Ricky MacMillan
Dressur, Einzel: 35. Platz
Dressur, Mannschaft: 6. Platz
- Geoff Bloomfield
Springreiten, Einzel: 20. Platz
Springreiten, Mannschaft: 10. Platz
- Jamie Coman
Springreiten, Einzel: Finalteilnahme
Springreiten, Mannschaft: 10. Platz
- Ron Easey
Springreiten, Einzel: 52. Platz in der Qualifikation
Springreiten, Mannschaft: 10. Platz
- Gavin Chester
Springreiten, Einzel: 60. Platz in der Qualifikation
Springreiten, Mannschaft: 10. Platz
- Andrew Hoy
Vielseitigkeit, Einzel: Silber 
Vielseitigkeit, Mannschaft: Gold
- Brook Staples
Vielseitigkeit, Einzel: 16. Platz
- Amanda Ross
Vielseitigkeit, Einzel: 20. Platz
- Stuart Tinney
Vielseitigkeit, Mannschaft: Gold
- Matthew Ryan
Vielseitigkeit, Mannschaft: Gold
- Phillip Dutton
Vielseitigkeit, Mannschaft: Gold

### Rhythmische Sportgymnastik
- Dani Leray
Einzel: 19. Platz in der Qualifikation

### Ringen
- Brett Cash
Federgewicht, griechisch-römisch: 17. Platz
- Ali Abdo
Weltergewicht, griechisch-römisch: 19. Platz
- Arek Olczak
Leichtschwergewicht, griechisch-römisch: 18. Platz
- Ben Vincent
Schwergewicht, griechisch-römisch: 20. Platz
- Laszlo Kovacs
Superschwergewicht, griechisch-römisch: 18. Platz
- Cory O’Brien
Federgewicht, Freistil: 17. Platz
- Musa Ilhan
Leichtgewicht, Freistil: 18. Platz
- Cameron Johnston
Weltergewicht, Freistil: 13. Platz
- Rein Ozoline
Mittelgewicht, Freistil: 17. Platz
- Igor Praporshchikov
Leichtschwergewicht, Freistil: 19. Platz
- Gabriel Szerda
Schwergewicht, Freistil: 12. Platz

### Rudern
- Matthew Long
Zweier ohne Steuermann: Bronze
- James Tomkins
Zweier ohne Steuermann: Bronze
- Peter Hardcastle
Doppelvierer: 4. Platz
- Jason Day
Doppelvierer: 4. Platz
- Stuart Reside
Doppelvierer: 4. Platz
- Duncan Free
Doppelvierer: 4. Platz
- James Stewart
Vierer ohne Steuermann: Bronze
- Ben Dodwell
Vierer ohne Steuermann: Bronze
- Geoffrey Stewart
Vierer ohne Steuermann: Bronze
- Boden Hanson
Vierer ohne Steuermann: Bronze
- Christian Ryan
Achter: Silber
- Alastair Gordon
Achter: Silber
- Nick Porzig
Achter: Silber
- Robert Jahrling
Achter: Silber
- Mike McKay
Achter: Silber
- Stuart Welch
Achter: Silber
- Dan Burke
Achter: Silber
- Jaime Fernandez
Achter: Silber
- Brett Hayman
Achter: Silber
- Haimish Karrasch
Leichtgewichts-Doppelzweier: 7. Platz
- Bruce Hick
Leichtgewichts-Doppelzweier: 7. Platz
- Simon Burgess
Leichtgewichts-Vierer ohne Steuermann: Silber
- Anthony Edwards
Leichtgewichts-Vierer ohne Steuermann: Silber
- Darren Balmforth
Leichtgewichts-Vierer ohne Steuermann: Silber
- Robert Richards
Leichtgewichts-Vierer ohne Steuermann: Silber
- Gina Douglas
Frauen, Einer: 5. Platz
- Marina Hatzakis
Frauen, Doppelzweier: 6. Platz
- Bronwyn Roye
Frauen, Doppelzweier: 6. Platz
- Rachael Taylor
Frauen, Zweier ohne Steuerfrau: Silber
- Kate Slatter
Frauen, Zweier ohne Steuerfrau: Silber
- Kerry Knowler
Frauen, Doppelvierer: 7. Platz
- Monique Heinke
Frauen, Doppelvierer: 7. Platz
- Julia Wilson
Frauen, Doppelvierer: 7. Platz
- Sally Robbins
Frauen, Doppelvierer: 7. Platz
- Victoria Roberts
Frauen, Achter: 5. Platz
- Alison Davies
Frauen, Achter: 5. Platz
- Jodi Winter
Frauen, Achter: 5. Platz
- Bronwyn Thompson
Frauen, Achter: 5. Platz
- Rachael Kininmonth
Frauen, Achter: 5. Platz
- Kristina Larsen
Frauen, Achter: 5. Platz
- Emily Martin
Frauen, Achter: 5. Platz
- Jane Robinson
Frauen, Achter: 5. Platz
- Katie Foulkes
Frauen, Achter: 5. Platz
- Sally Newmarch
Frauen, Leichtgewichts-Doppelzweier: 4. Platz
- Virginia Lee
Frauen, Leichtgewichts-Doppelzweier: 4. Platz

### Schießen
- David Moore
Luftpistole: 32. Platz
Freie Scheibenpistole: 18. Platz
- David Porter
Luftpistole: 38. Platz
Freie Scheibenpistole: 20. Platz
- David Chapman
Schnellfeuerpistole: 20. Platz
- Robert Wieland
Luftgewehr: 27. Platz
- Timothy Lowndes
Luftgewehr: 41. Platz
Kleinkaliber, Dreistellungskampf: 20. Platz
Kleinkaliber, liegend: 19. Platz
- Samuel Wieland
Kleinkaliber, Dreistellungskampf: 22. Platz
- Warren Potent
Kleinkaliber, liegend: 19. Platz
- David Jones
Laufende Scheibe: 16. Platz
- Adam Gitsham
Laufende Scheibe: 17. Platz
- Michael Diamond
Trap: Gold 
Doppeltrap: 9. Platz
- Russell Mark
Trap: 13. Platz
Doppeltrap: Silber
- Clive Barton
Skeet: 14. Platz
- David Cunningham
Skeet: 33. Platz
- Annemarie Forder
Frauen, Luftpistole: Bronze
- Linda Ryan
Frauen, Luftpistole: 28. Platz
Frauen, Sportpistole: 11. Platz
- Christine Trefry
Frauen, Sportpistole: 15. Platz
- Sue McCready
Frauen, Luftpistole: 15. Platz
Frauen, Kleinkaliber, Dreistellungskampf: 20. Platz
- Lindy Imgrund
Frauen, Luftpistole: 41. Platz
- Carrie Quigley
Frauen, Kleinkaliber, Dreistellungskampf: 39. Platz
- Lisa-Anne Smith
Frauen, Trap: 10. Platz
- Deserie Huddleston
Frauen, Trap: 12. Platz
Frauen, Doppeltrap: 12. Platz
- Annmaree Roberts
Frauen, Doppeltrap: 9. Platz
- Tash Lonsdale
Skeet: 4. Platz

### Schwimmen
- Chris Fydler
50 Meter Freistil: 10. Platz
100 Meter Freistil: 8. Platz
4 × 100 Meter Freistil: Gold
- Brett Hawke
50 Meter Freistil: 14. Platz
- Michael Klim
100 Meter Freistil: 4. Platz
4 × 100 Meter Freistil: Gold 
4 × 200 Meter Freistil: Gold 
100 Meter Schmetterling: Silber 
4 × 100 Meter Lagen: Silber
- Ian Thorpe
200 Meter Freistil: Silber 
400 Meter Freistil: Gold 
4 × 100 Meter Freistil: Gold 
4 × 200 Meter Freistil: Gold 
4 × 100 Meter Lagen: Silber
- Grant Hackett
200 Meter Freistil: 8. Platz
400 Meter Freistil: 7. Platz
1500 Meter Freistil: Gold 
4 × 200 Meter Freistil: Gold
- Kieren Perkins
1500 Meter Freistil: Silber
- Ashley Callus
4 × 100 Meter Freistil: Gold
- Todd Pearson
4 × 100 Meter Freistil: Gold 
4 × 200 Meter Freistil: Gold
- Adam Pine
4 × 100 Meter Freistil: Gold 
4 × 100 Meter Lagen: Silber
- Bill Kirby
4 × 200 Meter Freistil: Gold
- Daniel Kowalski
4 × 200 Meter Freistil: Gold
- Matt Welsh
100 Meter Rücken: Silber 
200 Meter Rücken: Bronze 
4 × 100 Meter Lagen: Silber
- Josh Watson
100 Meter Rücken: 4. Platz
4 × 100 Meter Lagen: Silber
- Cameron Delaney
200 Meter Rücken: 11. Platz
- Philip Rogers
100 Meter Brust: 17. Platz
- Regan Harrison
200 Meter Brust: 4. Platz
4 × 100 Meter Lagen: Silber
- Ryan Mitchell
200 Meter Brust: 8. Platz
4 × 100 Meter Lagen: Silber
- Geoff Huegill
100 Meter Schmetterling: Bronze 
4 × 100 Meter Lagen: Silber
- Justin Norris
200 Meter Schmetterling: Bronze 
400 Meter Lagen: 9. Platz
- Heath Ramsay
200 Meter Schmetterling: 11. Platz
- Matthew Dunn
200 Meter Lagen: 9. Platz
400 Meter Lagen: 12. Platz
- Robert Van der Zant
200 Meter Lagen: 14. Platz
- Susie O’Neill
Frauen, 50 Meter Freistil: 12. Platz
Frauen, 100 Meter Freistil: 31. Platz
Frauen, 200 Meter Freistil: Gold 
Frauen, 4 × 100 Meter Freistil: 6. Platz
Frauen, 4 × 200 Meter Freistil: Silber 
Frauen, 100 Meter Schmetterling: 7. Platz
Frauen, 200 Meter Schmetterling: Silber 
Frauen, 4 × 100 Meter Lagen: Silber
- Sarah Ryan
Frauen, 50 Meter Freistil: 23. Platz
Frauen, 100 Meter Freistil: 12. Platz
Frauen, 4 × 100 Meter Freistil: 6. Platz
Frauen, 4 × 100 Meter Lagen: Silber
- Giaan Rooney
Frauen, 200 Meter Freistil: 14. Platz
Frauen, 4 × 100 Meter Freistil: 6. Platz
Frauen, 4 × 200 Meter Freistil: Silber 
Frauen, 100 Meter Rücken: 19. Platz
Frauen, 4 × 100 Meter Lagen: Silber
- Kasey Giteau
Frauen, 400 Meter Freistil: 18. Platz
- Sarah-Jane D’Arcy
Frauen, 400 Meter Freistil: 24. Platz
- Rachel Harris
Frauen, 800 Meter Freistil: 12. Platz
Frauen, 400 Meter Lagen: 12. Platz
- Hayley Lewis
Frauen, 800 Meter Freistil: 13. Platz
- Elka Graham
Frauen, 4 × 100 Meter Freistil: 6. Platz
Frauen, 4 × 200 Meter Freistil: Silber
- Mel Dodd
Frauen, 4 × 100 Meter Freistil: 6. Platz
- Kirsten Thomson
Frauen, 4 × 200 Meter Freistil: Silber
- Petria Thomas
Frauen, 4 × 200 Meter Freistil: Silber 
Frauen, 100 Meter Schmetterling: 4. Platz
Frauen, 200 Meter Schmetterling: Bronze 
Frauen, 4 × 100 Meter Lagen: Silber
- Jacinta van Lint
Frauen, 4 × 200 Meter Freistil: Silber
- Dyana Calub
Frauen, 100 Meter Rücken: 7. Platz
Frauen, 200 Meter Rücken: 24. Platz
Frauen, 4 × 100 Meter Lagen: Silber
- Clementine Stoney
Frauen, 200 Meter Rücken: 13. Platz
- Leisel Jones
Frauen, 100 Meter Brust: Silber 
Frauen, 4 × 100 Meter Lagen: Silber
- Tarnee White
Frauen, 100 Meter Brust: 7. Platz
Frauen, 4 × 100 Meter Lagen: Silber
- Caroline Hildreth
Frauen, 200 Meter Brust: 10. Platz
- Rebecca Brown
Frauen, 200 Meter Brust: 14. Platz
- Elli Overton
Frauen, 200 Meter Lagen: 11. Platz
- Anna Windsor
Frauen, 200 Meter Lagen: 25. Platz
- Jennifer Reilly
Frauen, 400 Meter Lagen: 8. Platz

### Segeln
- Lars Kleppich
Windsurfen: 4. Platz
- Anthony Nossiter
Finn Dinghy: 13. Platz
- Tom King
470er: Gold
- Mark Turnbull
470er: Gold
- Michael Blackburn
Laser: Bronze
- Colin Beashel
Star: 7. Platz
- David Giles
Star: 7. Platz
- Christopher Nicholson
49er: 6. Platz
- Daniel Phillips
49er: 6. Platz
- Darren Bundock
Tornado: Silber
- John Forbes
Tornado: Silber
- Neville Wittey
Soling: 8. Platz
- Josh Grace
Soling: 8. Platz
- David Edwards
Soling: 8. Platz
- Jessica Crisp
Frauen, Windsurfen: 5. Platz
- Melanie Dennison
Frauen, Europe: 15. Platz
- Jenny Armstrong
Frauen, 470er: Gold
- Belinda Stowell
Frauen, 470er: Gold

### Softball
- Frauenteam
Bronze
- Kader
Melanie Roche
Natalie Ward
Tanya Harding
Sandy Allen-Lewis
Joanne Brown
Brooke Wilkins
Peta Edebone
Kerry Dienelt
Sally McDermid
Selina Follas
Natalie Titcume
Kelly Hardie
Fiona Hanes
Simmone Morrow
Sue Fairhurst

### Synchronschwimmen
- Irena Olevsky
Duett: 16. Platz
- Naomi Young
Duett: 16. Platz
- Tracey Davis
Gruppe: 8. Platz
- Kelly Geraghty
Gruppe: 8. Platz
- Amanda Laird
Gruppe: 8. Platz
- Katrina Orpwood
Gruppe: 8. Platz
- Rachel Ren
Gruppe: 8. Platz
- Cathryn Wightman
Gruppe: 8. Platz
- Naomi Young
Gruppe: 8. Platz
- Dannielle Liesch
Gruppe: 8. Platz
- Irena Olevsky
Gruppe: 8. Platz

### Taekwondo
- Paul Lyons
Fliegengewicht: 10. Platz
- Carlo Massimino
Federgewicht: 5. Platz
- Warren Hansen
Weltergewicht: 5. Platz
- Daniel Trenton
Schwergewicht: Silber
- Lauren Burns
Frauen, Fliegengewicht: Gold
- Cynthia Cameron
Frauen, Federgewicht: 10. Platz
- Lisa O’Keefe
Frauen, Weltergewicht: 9. Platz
- Tanya White
Frauen, Schwergewicht: 7. Platz

### Tennis
- Mark Philippoussis
Einzel: 9. Platz
- Patrick Rafter
Einzel: 17. Platz
- Andrew Ilie
Einzel: 33. Platz
- Lleyton Hewitt
Einzel: 33. Platz
- Todd Woodbridge
Doppel: Silber
- Mark Woodforde
Doppel: Silber
- Jelena Dokić
Frauen, Einzel: 4. Platz
Frauen, Doppel: 9. Platz
- Nicole Pratt
Frauen, Einzel: 17. Platz
- Alicia Molik
Frauen, Einzel: 33. Platz
- Rennae Stubbs
Frauen, Doppel: 9. Platz

### Tischtennis
- Mark Smythe
Einzel: 33. Platz
Doppel: 25. Platz
- Russ Lavale
Einzel: 49. Platz
- Simon Gerada
Einzel: 49. Platz
Doppel: 25. Platz
- Brett Clarke
Doppel: 25. Platz
- Jeff Plumb
Doppel: 25. Platz
- Miao Miao
Frauen, Einzel: 33. Platz
Frauen, Doppel: 5. Platz
- Shirley Zhou
Frauen, Einzel: 33. Platz
Frauen, Doppel: 5. Platz
- Stella Zhou
Frauen, Einzel: 49. Platz
Frauen, Doppel: 25. Platz
- Jian-Fang Lay
Frauen, Doppel: 25. Platz

### Trampolinturnen
- Ji Wallace
Einzel: Silber
- Robyn Forbes
Frauen, Einzel: 10. Platz in der Qualifikation

### Triathlon
- Miles Stewart
Einzel: 6. Platz
- Craig Walton
Einzel: 27. Platz
- Peter Robertson
Einzel: 34. Platz
- Michellie Jones
Frauen, Einzel: Silber
- Loretta Harrop
Frauen, Einzel: 5. Platz
- Nicole Hackett
Frauen, Einzel: 9. Platz

### Turnen
- Philippe Rizzo
Einzelmehrkampf: 28. Platz in der Qualifikation
Barren: 51. Platz in der Qualifikation
Boden: 33. Platz in der Qualifikation
Pferdsprung: 67. Platz in der Qualifikation
Reck: 76. Platz in der Qualifikation
Ringe: 68. Platz in der Qualifikation
Seitpferd: 58. Platz in der Qualifikation
- Damian Istria
Einzelmehrkampf: 47. Platz in der Qualifikation
Barren: 66. Platz in der Qualifikation
Boden: 51. Platz in der Qualifikation
Pferdsprung: 51. Platz in der Qualifikation
Reck: 67. Platz in der Qualifikation
Ringe: 39. Platz in der Qualifikation
Seitpferd: 77. Platz in der Qualifikation
- Lisa Skinner
Frauen, Einzelmehrkampf: 8. Platz
Frauen, Mannschaftsmehrkampf: 7. Platz in der Qualifikation
Frauen, Boden: 7. Platz
Frauen, Pferdsprung: 47. Platz in der Qualifikation
Frauen, Schwebebalken: 58. Platz in der Qualifikation
Frauen, Stufenbarren: 11. Platz in der Qualifikation
- Allana Slater
Frauen, Einzelmehrkampf: 16. Platz
Frauen, Mannschaftsmehrkampf: 7. Platz in der Qualifikation
Frauen, Boden: 10. Platz in der Qualifikation
Frauen, Pferdsprung: 82. Platz in der Qualifikation
Frauen, Schwebebalken: 36. Platz in der Qualifikation
Frauen, Stufenbarren: 15. Platz in der Qualifikation
- Brooke Walker
Frauen, Einzelmehrkampf: 44. Platz in der Qualifikation
Frauen, Mannschaftsmehrkampf: 7. Platz in der Qualifikation
Frauen, Boden: 28. Platz in der Qualifikation
Frauen, Pferdsprung: 81. Platz in der Qualifikation
Frauen, Schwebebalken: 56. Platz in der Qualifikation
Frauen, Stufenbarren: 33. Platz in der Qualifikation
- Trudy McIntosh
Frauen, Einzelmehrkampf: 66. Platz in der Qualifikation
Frauen, Mannschaftsmehrkampf: 7. Platz in der Qualifikation
Frauen, Boden: 11. Platz in der Qualifikation
Frauen, Pferdsprung: 12. Platz in der Qualifikation
Frauen, Schwebebalken: 19. Platz in der Qualifikation
- Alexandra Croak
Frauen, Einzelmehrkampf: 70. Platz in der Qualifikation
Frauen, Mannschaftsmehrkampf: 7. Platz in der Qualifikation
Frauen, Boden: 44. Platz in der Qualifikation
Frauen, Schwebebalken: 21. Platz in der Qualifikation
Frauen, Stufenbarren: 55. Platz in der Qualifikation
- Melinda Cleland
Frauen, Einzelmehrkampf: 82. Platz in der Qualifikation
Frauen, Mannschaftsmehrkampf: 7. Platz in der Qualifikation
Frauen, Pferdsprung: 21. Platz in der Qualifikation
Frauen, Stufenbarren: 22. Platz in der Qualifikation

### Volleyball (Beach)
- Julien Prosser
Männerwettkampf: 9. Platz
- Lee Zahner
Männerwettkampf: 9. Platz
- Matthew Grinlaubs
Männerwettkampf: 17. Platz
- Joshua Slack
Männerwettkampf: 17. Platz
- Natalie Cook
Frauenwettkampf: Gold
- Kerri Pottharst
Frauenwettkampf: Gold
- Tania Gooley
Frauenwettkampf: 5. Platz
- Pauline Manser
Frauenwettkampf: 5. Platz
- Annette Huygens Tholen
Frauenwettkampf: 19. Platz
- Sarah Straton
Frauenwettkampf: 19. Platz

### Volleyball (Halle)
- Herrenteam
8. Platz
- Kader
Benjamin Hardy
Ben Loft
Dan Howard
Dan Ronan
David Beard
Hidde Van Beest
Mark Williams
Nathan Jakavicius
Russell Wentworth
Scott Newcomb
Spiros Marazios
Steve Keir
- Frauenteam
9. Platz
- Kader
Angela Clarke
Bea Daly
Christie Mokotupu
Liz Brett
Louise Bawden
Majella Brown
Priscilla Ruddle
Rachel White
Renae Maycock
Sandi Bowen
Selina Scoble
Tamsin Barnett Hinchley

### Wasserball
- Herrenteam
8. Platz
- Kader
Sean Boyd
Eddie Denis
Andriy Kovalenko
Daniel Marsden
Craig Miller
Tim Neesham
Mark Oberman
Rod Owen-Jones
Rafael Sterk
Nathan Thomas
Grant Waterman
Thomas Whalan
Gavin Woods
- Frauenteam
Gold
- Kader
Naomi Castle
Joanne Fox
Bridgette Gusterson
Simone Hankin
Yvette Higgins
Kate Hooper
Bronwyn Mayer-Smith
Gail Miller
Melissa Mills
Debbie Watson
Liz Weekes
Danielle Woodhouse
Taryn Woods

### Wasserspringen
- Dean Pullar
Kunstspringen 3 Meter: 5. Platz
Synchronspringen 3 Meter: Bronze
- Robert Newbery
Kunstspringen 3 Meter: 15. Platz
Turmspringen: 10. Platz
Synchronspringen 3 Meter: Bronze 
Synchronspringen 10 Meter: 5. Platz
- Mathew Helm
Turmspringen: 8. Platz
Synchronspringen 10 Meter: 5. Platz
- Chantelle Michell-Newbery
Frauen, Kunstspringen 3 Meter: 7. Platz
Frauen, Synchronspringen 3 Meter: 4. Platz
- Rebecca Gilmore
Frauen, Kunstspringen 3 Meter: 17. Platz
Frauen, Turmspringen: 11. Platz
Frauen, Synchronspringen 10 Meter: Bronze
- Loudy Wiggins
Frauen, Turmspringen: 24. Platz
Frauen, Synchronspringen 3 Meter: 4. Platz
Frauen, Synchronspringen 10 Meter: Bronze